# Kanton Monts du Réquistanais
Monts du Réquistanais is een kanton van het Franse departement Aveyron. Het kanton maakt deel uit van de  arrondissementen Millau (tien gemeenten) en Arrondissement Villefranche-de-Rouergue (vier gemeenten). In 2021 telde het 10.707 inwoners.
Het kanton werd gevormd ingevolge het decreet van 21 februari 2014, met uitwerking op 22 maart 2015, met Réquista als hoofdplaats.

## Gemeenten
Het kanton omvat de volgende 14 gemeenten:
- Arvieu
- Auriac-Lagast
- Calmont
- Cassagnes-Bégonhès
- Comps-la-Grand-Ville
- Connac
- Durenque
- Lédergues
- Réquista
- Rullac-Saint-Cirq
- Saint-Jean-Delnous
- Sainte-Juliette-sur-Viaur
- Salmiech
- La Selve